# من و تو و هرکسی که می‌شناسیم
من و تو و هرکسی که می‌شناسیم (انگلیسی: Me and You and Everyone We Know) فیلمی در ژانر کمدی رمانتیک و کمدی-درام به کارگردانی میراندا ژوئیه است که در سال ۲۰۰۵ منتشر شد. از بازیگران آن می‌توان به جان هاکس، میراندا ژوئیه، و الن گیر اشاره کرد.

## داستان
داستان نامتعارف این فیلم دربارهٔ رابطه ی عاشقانه بین اشخاص است و یکی از آنها فروشنده ای تنها و یک هنرمندی عجیب هستند که تلاش می
کنند با هم ارتباط برقرار کنند و...

## جوایز
این فیلم برنده دوربین طلایی از جشنواره فیلم کن شده است.

## بازخورد
راجر ایبرت منتقد فقید سینما از این فیلم به عنوان پنجمین فیلم برتر دهه ی اول قرن 21 یاد کرد.